# 999 (tal)
999 (niohundranittionio) är det naturliga talet som följer 998 och som följs av 1000.
999 är det största tresiffriga talet med basen 10. Det är även ett Harshadtal (talföljd A005349 i OEIS), ett Kaprekartal (talföljd A006886 i OEIS) och ett palindromtal.

## Inom matematiken
- 999 är ett udda tal.
- 999 är ett palindromtal i det decimala talsystemet[1].
- 999 är ett Harshadtal. [2]

## Inom vetenskapen
- 999 Zachia, en asteroid.

## I världen
999 är det nödnummer som används i Storbritannien, Irland, Polen, Saudiarabien, Förenade Arabemiraten, Macao, Bahrain och Qatar.